# Ingobert Mayr

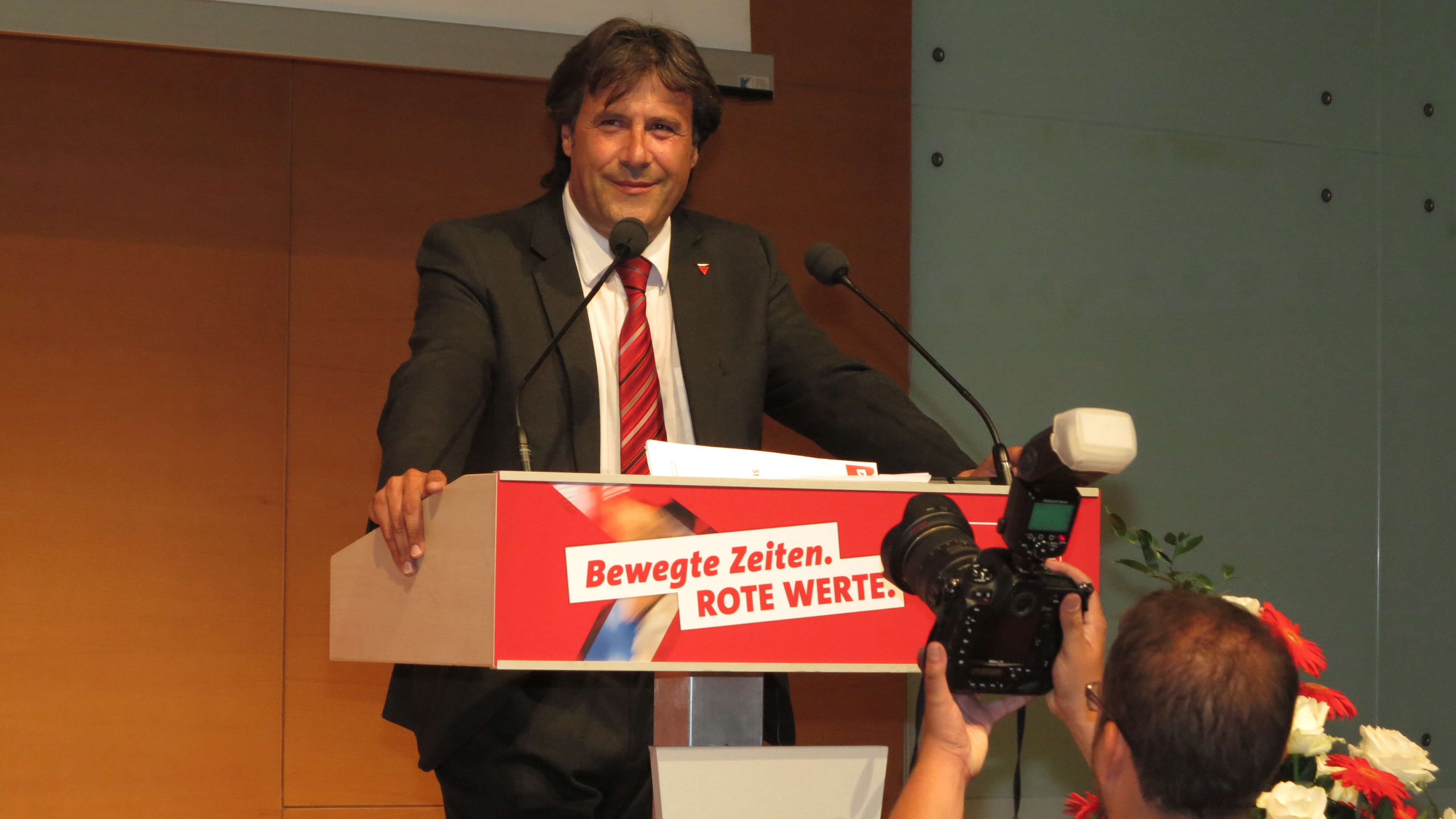
Ingo Mayr auf dem Landes Parteitag der SPÖ Tirol (2014)

Ingo Mayr (* 27. Juni 1965) ist ein österreichischer Politiker (SPÖ) und seit 2004 Bürgermeister von Roppen.

## Leben
Im Juni 2014 übernahm Ingo Mayr von Gerhard Reheis den Vorsitz der SPÖ Tirol. Im September 2016 gab er seinen Rücktritt von dieser Funktion bekannt, beim Parteitag am 22. Oktober 2016 wurde Elisabeth Blanik zu seiner Nachfolgerin gewählt.
Mayr ist verheiratet, hat zwei Kinder und ist Betriebsratsvorsitzender beim Arbeitsmarktservice Tirol.